# Leimbach (Bürglen)
Leimbach (toponimo tedesco) è una frazione del comune svizzero di Bürglen, nel Canton Turgovia (distretto di Weinfelden).

## Storia

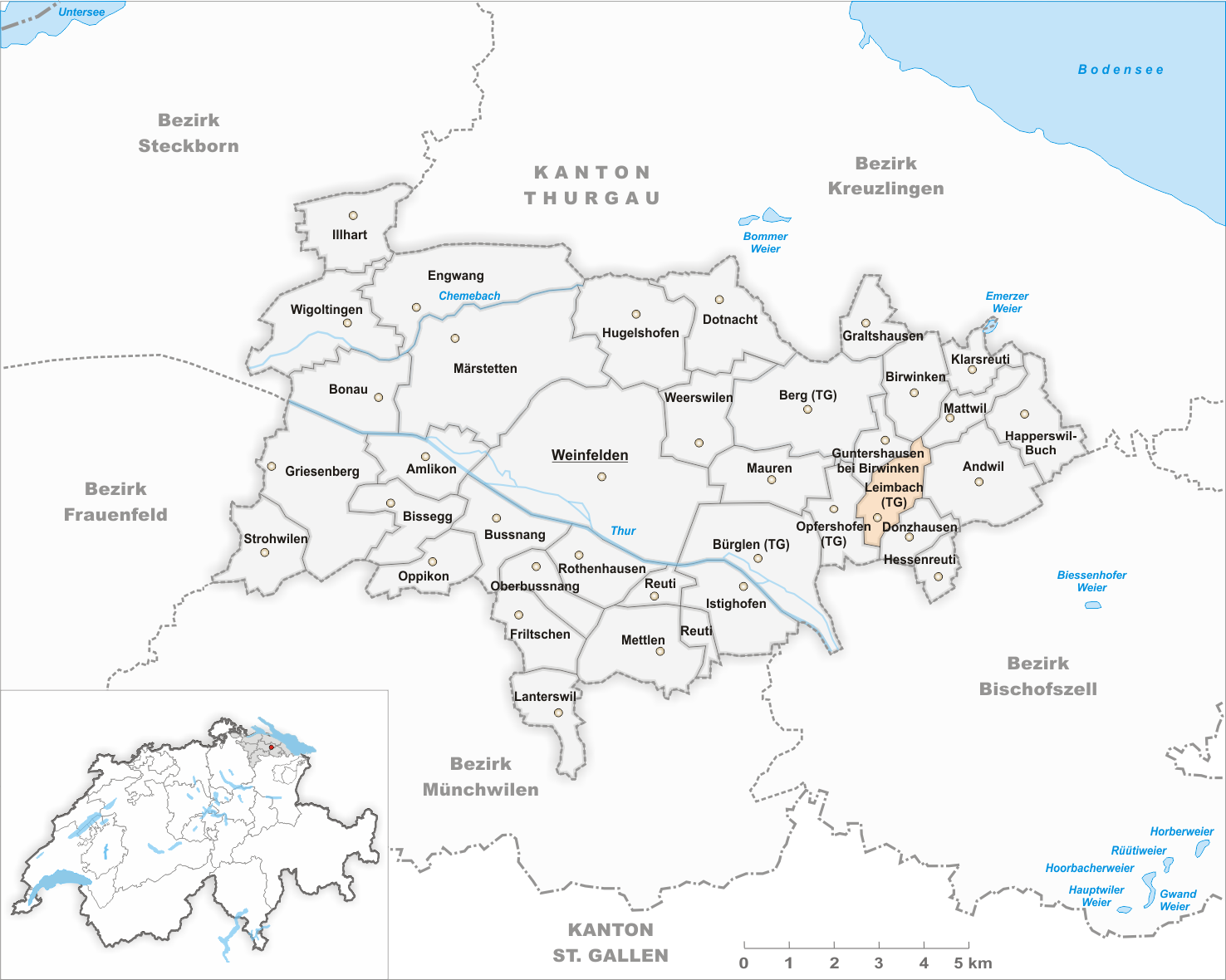
Il territorio del comune di Leimbach prima degli accorpamenti comunali del 1995

Già comune autonomo (Ortsgemeinde), nel 1995 è stato aggregato al comune di Bürglen assieme agli altri comuni soppressi di Istighofen e Opfershofen.

## Società

### Evoluzione demografica
L'evoluzione demografica è riportata nella seguente tabella:
Abitanti censiti

## Amministrazione
Ogni famiglia originaria del luogo fa parte del cosiddetto comune patriziale e ha la responsabilità della manutenzione di ogni bene ricadente all'interno dei confini della frazione.